# 1823年の相撲
1823年の相撲（1823ねんのすもう）は、1823年の相撲関係のできごとについて述べる。

## 興行
- 2月場所（江戸相撲）[1]
  - 興行場所:本所回向院
  - 3月15日（旧2月3日）より晴天10日間興行
    - 7日目で打ち切り。
- 上覧相撲[2]
  - 将軍徳川家斉上覧
  - 上覧場所:矢来御門内吹上
  - 上覧日:5月13日（旧4月3日）
- 6月場所（大坂相撲）[3]
  - 興行場所:難波新地
  - 7月30日（旧6月23日）より興行
- 8月場所（京都相撲）[3]
  - 興行場所:二条川東
  - 9月5日（旧8月1日）より晴天10日間興行
- 10月場所（江戸相撲）[4]
  - 興行場所:本所回向院
  - 11月26日（旧10月24日）より晴天10日間興行